# وحشت (فیلم)
وحشت فیلمی به کارگردانی و نویسندگی سیامک یاسمی محصول سال ۱۳۴۲ است.

## خلاصه داستان
مردی از ترس مهاجمی نامشخص فرار می‌کند...

## بازیگران
- محمدعلی جعفری
- تهمینه
- سهیلا
- علی زندی
- منصور سپهرنیا
- اکبر هاشمی
- توروس